# Jewgeni Olegowitsch Adamow

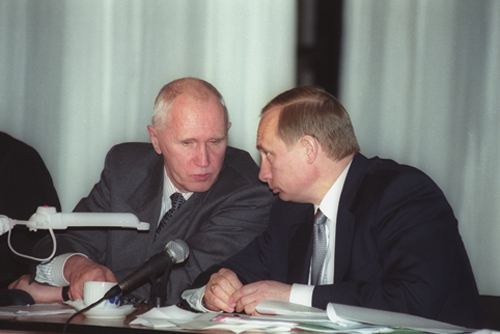
Jewgeni Adamow und Wladimir Putin (2000)

Jewgeni Olegowitsch Adamow (russisch Евгений Олегович Адамов; * 28. April 1939 in Moskau) ist ein russischer Atomwissenschaftler. Er war von 1998 bis 2001 Minister für Atomenergie.

## Leben
Adamow studierte bis 1962 am Moskauer Luftfahrtinstitut und promovierte in den Ingenieurwissenschaften. Ab 1962 arbeitete er als Ingenieur in verschiedenen Funktionen am Kurtschatow-Institut für Atomenergie, wo er schließlich zum stellvertretenden Direktor berufen worden ist. Nach der Nuklearkatastrophe von Tschernobyl übernahm Adamow im November 1986 als Generalkonstrukteur die Leitung des Dolleschal-Forschungs- und Konstruktionsinstitutes für Energotechnik (NIKIET) in Moskau, das den in Tschernobyl eingesetzten Reaktortyp RBMK konstruiert hatte.
1998 wurde Adamow zum Minister für Atomenergie in der Regierung Primakow ernannt. Dieses Amt übte er auch unter den Ministerpräsidenten Stepaschin und Putin aus. Im Jahre 2000 berief ihn der neue Regierungschef Kasjanow ebenfalls wieder ins Amt.
In seiner Amtszeit geriet Adamow wegen seiner Pläne zum Import von Atommüll stark in die Kritik. Gleichzeitig wurde ihm Korruption vorgeworfen. 2001 wurde Adamow in Untersuchungen des Antikorruptionsausschusses verwickelt. Dabei offenbarte sich, dass er während seiner Amtszeit gegen geltendes Recht mehrere Firmen in Russland und im Ausland gegründet hatte. Adamow war unhaltbar geworden. Am 28. März 2001 entließ ihn Präsident Putin aus dem Amt.
Seit 2001 ist Adamow wieder am Dolleschal-Institut tätig. Adamow ist Mitglied der russischen Akademie der Ingenieurwissenschaften und der Akademie der Wissenschaften New York.
Gegen den ehemaligen Politiker, der seit 1993 Gründer und Teilhaber des Unternehmens „Energo Pool“ in Monroeville, Pennsylvania ist, wurde in den USA ein Haftbefehl wegen Geldwäsche ausgestellt, der am 2. Mai 2005 in Bern vollzogen wurde. Ihm wird illegaler Geldtransfer nach Russland zugunsten der dortigen Atomwirtschaft vorgeworfen. Gegen seine im November 2005 beschlossene Auslieferung an die USA legte Adamow Rechtsmittel ein.
Die Schweiz gab dem Antrag der USA, Adamow auszuliefern, nicht statt. Stattdessen wurde Adamov am 30. Dezember 2005 an Russland ausgeliefert, wo er 2008 wieder freikam.